# Hans Matell
Hans Axel Mårten Matell, född 21 oktober 1925 i Västerås, död 21 oktober 2003 i Uppsala, var en svensk arkitekt.

## Biografi

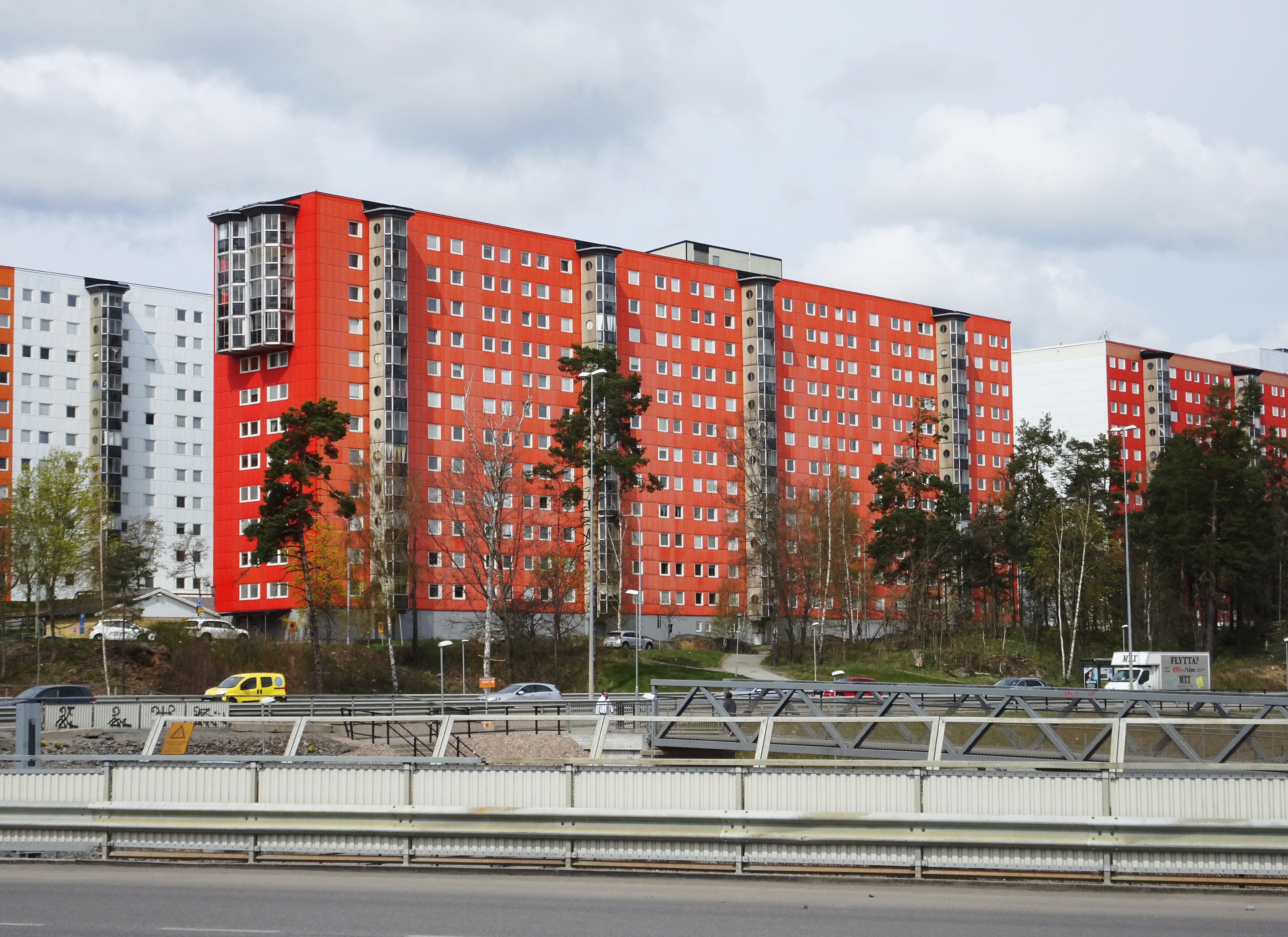
Grantorps bostadshus, Flemingsberg.

Matell var son till Mogens Matell och Signe Dahlman samt dotterson till Axel Dahlman. Han avlade studentexamen i Västerås 1946, utexaminerades från Kungliga Tekniska högskolan 1952, var fransk statsstipendiat i Paris 1952–1953 och studerade vid Uppsala universitet 1954–1958. 
Han anställdes på länsarkitektkontoret i Uppsala 1953, blev biträdande länsarkitekt 1956, var stadsarkitekt i Olands, Rasbo och Upplands-Bro landskommuner, bedrev egen arkitektverksamhet från 1954 och var tillsammans med Anders Nordström delägare i Matell & Nordströms arkitektkontor i Uppsala från 1960. 1983 efterträdde han Viking Göransson som slottsarkitekt för Uppsala slott.
Matell var ledamot av länsrådet i Uppsala län 1956–1959, av utredningskommittén för Sveriges arkitekturmuseum från 1961 och ordförande i Svenska Arkitekters Riksförbunds informationsnämnd 1962. Han författade Personalbostäder vid kraftverk (1952), var medarbetare i Hemmet – den nya bostaden (1956), Nutid – samhällsplanering (1962) samt skrev recensioner och artiklar i fack- och dagspress. Bland hans arbeten märks stadsplanering, affärs- och bostadshus, huvudsakligen i Uppland. Han ritade bland annat stadsplanen och den färgglada bebyggelsen för Grantorp i Flemingsberg 1972. Han höll utställningar på Musée moderne i Paris 1953, Norrköpings museum 1958, Visby och Uppsala konsthall 1956 och Liljevalchs konsthall i Stockholm 1961.
Matell fann sin sista vila på Gamla kyrkogården i Uppsala där han gravsatts den 16 december 2003.